# Biernat z Lublina
Biernat z Lublina (seltener Biernat von Lublin) (* um 1465; † nach 1529) war ein polnischer Dichter,  Fabelschreiber und Arzt. 
Er war neben Mikołaj Rej und Jan Kochanowski einer der ersten namentlich bekannten polnischsprachigen Schriftsteller der polnischen Literatur. 
Biernat ist Autor bzw. Übersetzer des ersten bekannten polnischsprachigen Gebetbuchs Raj duszny, das 1513 bei Florian Ungler in Krakau in gedruckter Form erschien und das älteste erhaltene, vollständig auf Polnisch gedruckte Buch ist.
Biernat schrieb aber auch weltliche Werke, gilt sogar als antiklerischer Kritiker der hierarchischen Kirche. 

## Werke (Auswahl)
- Raj duszny (1513)
- Żywot Ezopa (1522)
- Dialog Palinura z Charonem (um 1536)